# カウンラバタ
カウンラバタは、キリバス共和国に伝わる相撲。キリバス相撲とも言う。

## ルール
- 土俵がない
- 広い所で行う。